# Theodor von Dufving
Theodor von Dufving (1907-2001) est un officier allemand de la Seconde Guerre mondiale. Colonel pendant la bataille de Berlin, il participa aux ultimes tentatives de négociations allemandes avec les Soviétiques après le suicide d'Adolf Hitler.

## Berlin, 1945
Le colonel von Dufving était le chef d'état-major du général Helmut Weidling alors que celui-ci commandait le LVI.Panzer-Korps. Pendant la bataille de Berlin, il suivit son chef pour occuper les mêmes fonctions à la « Région de défense de Berlin ».
Le 1er mai 1945, quelques heures après le suicide d'Adolf Hitler le soir précédent, Joseph Goebbels, devenu le nouveau chancelier (chef de gouvernement), envoya Dufving et le général Hans Krebs transmettre un message au général soviétique Vassili Tchouïkov. Krebs, qui avait autrefois parlé russe couramment, ne le pratiquait plus qu'en se rasant ; Von Dufving prit donc un officier letton comme interprète.
La lettre remise par Goebbels à Krebs et Dufving contenait les conditions de reddition que le successeur de Hitler était prêt à envisager. Tchouïkov, chef de la 8e Armée de la Garde, commandait les forces soviétiques déployées dans le centre de Berlin. Il n'avait aucune intention d'accepter les termes de Goebbels ni de négocier avec Krebs ; les Soviétiques ne voulaient entendre parler que d'une reddition complète et inconditionnelle. Krebs n'ayant aucun pouvoir pour accepter une telle issue, la réunion se conclut sans résultat. Krebs et Goebbels se suicidèrent peu après, le second en compagnie de sa femme Magda.
Tôt le jour suivant, Dufving fut envoyé préparer une rencontre entre Weidling et Tchouïkov. Weidling partit pour ce rendez-vous avec le général soviétique une heure avant que Dufving ne le suive avec son entourage.
À 05h55 le 2 mai, Dufving, Hans Refior et Siegfried Knappe quittent le Führerbunker. En compagnie d'un major allemand, ils conduisirent une centaine de soldats allemands au bout de la Bendlerstraße. Les Soviétiques les attendaient de l'autre côté du canal Landwehr.
L'officier soviétique le plus gradé franchit le pont à la rencontre des Allemands ; Dufving se présenta et ils échangèrent quelques mots. L'officier soviétique repassa de l'autre côté du pont, où attendaient deux douzaines de soldats soviétiques armées de mitraillettes et venus en jeeps américaines. Les Allemands suivirent l'officier en file indienne. Les soldats de l'Armée rouge souriaient, et l'un d'eux cria : « Hitler kaput! » aux nouveaux prisonniers de guerre, faisant rire ses camarades.
Les captifs furent conduits au QG du général Tchouïkov, près de l'aéroport de Tempelhof. Ils y retrouvèrent le général Weidling. Une fois dans ce QG, Weidling dicta à Knappe un ordre enjoignant aux dernières troupes allemandes défendant encore Berlin de mettre bas les armes.

## Rencontre avec Wallenberg dans un camp de prisonniers
Selon un témoignage livré ultérieurement par Dufving, il aurait croisé en février 1949, alors qu'il était prisonnier de guerre en URSS, l'humanitaire suédois Raoul Wallenberg. En transit vers le camp de Vorkouta, l'officier allemand avait alors rencontré un prisonnier habillé en civil et escorté par un garde personnel. Le captif lui expliqua qu'il était un diplomate suédois et qu'il était là « par une grande erreur ». Quand Dufving lui demanda s'il avait travaillé à l'ambassade suédoise à Berlin, l'autre lui répondit « Non, en Europe de l'Est. ». D'après Dufving, ce détenu parlait un allemand presque parfait et, quoiqu'il soit en train de lire un journal russe, lui déclara qu'il ne pratiquait pas aussi bien cette langue.